# بيت أبو جيداء (جحانه)

تعديل مصدري - تعديل

بيت أبو جيداء هي إحدى قرى مديرية جحانة التابعة لمحافظة صنعاء اليمنية، بلغ تعداد سكانها 483  حسب أحصائيات عام 2004.